# Souzy-la-Briche
Pour les articles homonymes, voir Souzy (homonymie) et Briche.
Souzy-la-Briche (prononcé [suzi la bʁiʃ ] ) est une commune française située à quarante kilomètres au sud-ouest de Paris dans le département de l'Essonne en région Île-de-France.
Ses habitants sont appelés les Souzéens.

## Géographie

### Situation

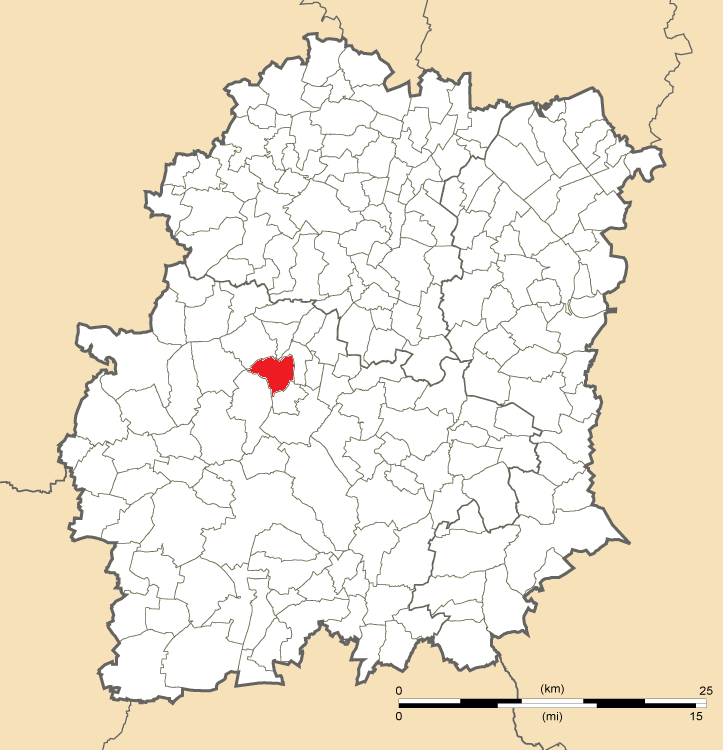
Position de Souzy-la-Briche en Essonne.

Souzy-la-Briche est située en Île-de-France, à quarante kilomètres au sud-ouest de Paris-Notre-Dame, point zéro des routes de France, vingt-cinq kilomètres au sud-ouest d'Évry, onze kilomètres au nord d'Étampes, dix kilomètres au sud-ouest d'Arpajon, dix kilomètres à l'est de Dourdan, quinze kilomètres au nord-ouest de La Ferté-Alais, quinze kilomètres au sud-ouest de Montlhéry, vingt-et-un kilomètres au sud-ouest de Palaiseau, vingt-six kilomètres au sud-ouest de Corbeil-Essonnes, vingt-sept kilomètres au nord-ouest de Milly-la-Forêt.
La commune est limitrophe de six communes différentes :
| Saint-Chéron | Breux-Jouy      | Saint-Sulpice-de-Favières |
| Sermaise     | Souzy-la-Briche |                           |
| Villeconin   |                 | Chauffour-lès-Étréchy     |

| Type d’occupation           | Pourcentage | Superficie (en hectares) |
| --------------------------- | ----------- | ------------------------ |
| Espace urbain construit     | 2,2 %       | 16,32                    |
| Espace urbain non construit | 1,6 %       | 11,86                    |
| Espace rural                | 96,2 %      | 708,80                   |
| Source : Iaurif             |             |                          |

### Géologie, relief et hydrographie
La Renarde, affluent de l'Orge, traverse la commune.

### Lieux-dits et écarts
- La Briche absorbée entre 1790-1794[13].
- Les Émondants.

### Climat
En 2010, le climat de la commune est de type climat océanique dégradé des plaines du Centre et du Nord, selon une étude du CNRS s'appuyant sur une série de données couvrant la période 1971-2000. En 2020, Météo-France publie une typologie des climats de la France métropolitaine dans laquelle la commune est exposée à un climat océanique altéré et est dans la région climatique Sud-ouest du bassin Parisien, caractérisée par une faible pluviométrie, notamment au printemps (120 à 150 mm) et un hiver froid (3,5 °C). 
Pour la période 1971-2000, la température annuelle moyenne est de 11,1 °C, avec une amplitude thermique annuelle de 15,2 °C. Le cumul annuel moyen de précipitations est de 686 mm, avec 11 jours de précipitations en janvier et 8,2 jours en juillet. Pour la période 1991-2020, la température moyenne annuelle observée sur la station météorologique la plus proche, située sur la commune de Dourdan à 10 km à vol d'oiseau, est de 11,4 °C et le cumul annuel moyen de précipitations est de 654,2 mm,. Pour l'avenir, les paramètres climatiques de la commune estimés pour 2050 selon différents scénarios d'émission de gaz à effet de serre sont consultables sur un site dédié publié par Météo-France en novembre 2022.

## Urbanisme

### Typologie
Au 1er janvier 2024, Souzy-la-Briche est catégorisée commune rurale à habitat dispersé, selon la nouvelle grille communale de densité à sept niveaux définie par l'Insee en 2022.
Elle est située hors unité urbaine. Par ailleurs la commune fait partie de l'aire d'attraction de Paris, dont elle est une commune de la couronne,. Cette aire regroupe 1 929 communes,.

## Toponymie
Villa nomine Celsiaco au IXe siècle, du nom Celsius.
Les communes furent créées en 1793 sous les noms de Souzy et La Briche et  réunies en 1794.
En ancien français, une briche est aussi une trappe, mais plutôt dans le sens de piège et le mot désignait même un engin de guerre pour lancer des pierres. Ouvrages défensifs, à Souzy-la-Briche.

## Histoire

### Histoire ancienne
Des mosaïques gallo-romaines, découvertes à Souzy au XIXe siècle, attestent l'existence ancienne d'habitations. Au Moyen Âge, les hameaux de Souzy et de la Briche dépendent du comté de Montlhéry, puis de la châtellenie d'Étampes. Au XVIIIe siècle, les deux hameaux fusionnent. À la fin du XIXe siècle, l'ouverture d'une carrière de grès, à ciel ouvert, dynamise le village.

### Histoire contemporaine
Le 6 juin 1944, en prélude à la Libération, une forteresse canadienne est touchée lors d'un combat aérien au-dessus du hameau de Mirgaudon et de Souzy-la-Briche : elle s'écrase au lieu-dit la Petite Beauce : les 7 aviateurs périssent sur le coup et seront inhumés au cimetière de Souzy-la-Briche.
Le 10 juin 1944, un bombardier australien est touché par la Flak (la D.C.A. allemande) de la base militaire de Brétigny-sur-Orge : il s'écrase au lieu-dit le Bois des Roches : 3 aviateurs (22, 26 et 28 ans) périssent dans l'avion et seront inhumés au cimetière de Souzy-la-Briche. Un quatrième aviateur (19 ans) saute en parachute, mais compte tenu du manque d'altitude meurt en arrivant au sol, au lieu-dit le Rocher Blanc : il sera inhumé au cimetière de Boissy-sous-Saint-Yon. Le cinquième aviateur (29 ans) meurt également après avoir sauté en parachute, au lieu-dit les Gros Buissons : il sera inhumé au cimetière de Breux
En 1972, le propriétaire lègue le Domaine de Souzy-la-Briche au Palais de l'Élysée ; il devient alors résidence de la République française.

## Population et société

### Démographie

#### Évolution démographique
L'évolution du nombre d'habitants est connue à travers les recensements de la population effectués dans la commune depuis 1793. Pour les communes de moins de 10 000 habitants, une enquête de recensement portant sur toute la population est réalisée tous les cinq ans, les populations de référence des années intermédiaires étant quant à elles estimées par interpolation ou extrapolation. Pour la commune, le premier recensement exhaustif entrant dans le cadre du nouveau dispositif a été réalisé en 2007.

En 2022, la commune comptait 484 habitants, en évolution de +15,51 % par rapport à 2016 (Essonne : +2,89 %, France hors Mayotte : +2,11 %).
| 1793 | 1800 | 1806 | 1821 | 1831 | 1836 | 1841 | 1846 | 1851 |
| ---- | ---- | ---- | ---- | ---- | ---- | ---- | ---- | ---- |
| 199  | 240  | 198  | 153  | 184  | 176  | 174  | 180  | 158  |

| 1856 | 1861 | 1866 | 1872 | 1876 | 1881 | 1886 | 1891 | 1896 |
| ---- | ---- | ---- | ---- | ---- | ---- | ---- | ---- | ---- |
| 157  | 154  | 177  | 152  | 162  | 185  | 209  | 331  | 312  |

| 1901 | 1906 | 1911 | 1921 | 1926 | 1931 | 1936 | 1946 | 1954 |
| ---- | ---- | ---- | ---- | ---- | ---- | ---- | ---- | ---- |
| 327  | 305  | 342  | 253  | 260  | 248  | 260  | 207  | 176  |

| 1962 | 1968 | 1975 | 1982 | 1990 | 1999 | 2006 | 2007 | 2012 |
| ---- | ---- | ---- | ---- | ---- | ---- | ---- | ---- | ---- |
| 157  | 202  | 236  | 303  | 361  | 432  | 384  | 375  | 403  |

| 2017 | 2022 | - | - | - | - | - | - | - |
| ---- | ---- | - | - | - | - | - | - | - |
| 428  | 484  | - | - | - | - | - | - | - |

#### Pyramide des âges
La population de la commune est relativement jeune.
En 2018, le taux de personnes d'un âge inférieur à 30 ans s'élève à 45,2 %, soit au-dessus de la moyenne départementale (39,9 %). À l'inverse, le taux de personnes d'âge supérieur à 60 ans est de 16,0 % la même année, alors qu'il est de 20,1 % au niveau départemental.
En 2018, la commune comptait 205 hommes pour 233 femmes, soit un taux de 53,20 % de femmes, largement supérieur au taux départemental (51,02 %).
Les pyramides des âges de la commune et du département s'établissent comme suit.
| Hommes | Classe d’âge | Femmes |
| ------ | ------------ | ------ |
| 0,5    | 90 ou +      | 0,9    |
| 3,4    | 75-89 ans    | 2,1    |
| 15,2   | 60-74 ans    | 10,3   |
| 17,4   | 45-59 ans    | 17,4   |
| 18,1   | 30-44 ans    | 24,2   |
| 11,5   | 15-29 ans    | 18,9   |
| 33,8   | 0-14 ans     | 26,2   |

| Hommes | Classe d’âge | Femmes |
| ------ | ------------ | ------ |
| 0,5    | 90 ou +      | 1,4    |
| 5,4    | 75-89 ans    | 7,2    |
| 12,9   | 60-74 ans    | 13,9   |
| 20     | 45-59 ans    | 19,4   |
| 19,9   | 30-44 ans    | 20,1   |
| 20     | 15-29 ans    | 18,2   |
| 21,3   | 0-14 ans     | 19,8   |

### Enseignement
Les élèves de Souzy-la-Briche sont rattachés à l'académie de Versailles. La commune dispose sur son territoire d'une école élémentaire publique.

### Lieux de culte
La paroisse catholique de Souzy-la-Briche est rattachée au secteur pastoral des Trois-Vallées-Arpajon et au diocèse d'Évry-Corbeil-Essonnes. Elle dispose de l'église Saint-Gilles-et-Saint-Martin.

### Médias
L'hebdomadaire Le Républicain relate les informations locales. La commune est en outre dans le bassin d'émission des chaînes de télévision France 3 Paris Île-de-France Centre, IDF1 et Téléssonne intégré à Télif.

## Politique et administration

### Politique locale
La commune de Souzy-la-Briche est rattachée au canton de Dourdan, représenté par les conseillers départementaux Dany Boyer (DVD) et Dominique Écharoux (UMP), à l'arrondissement d'Étampes et à la troisième circonscription de l'Essonne, représentée par le député Michel Pouzol (PS).
L'Insee attribue à la commune le code 91 1 09 602. La commune de Souzy-la-Briche est enregistrée au répertoire des entreprises sous le code SIREN 219 106 028. Son activité est enregistrée sous le code APE 8411Z.

### Liste des maires
| Période                                  | Période   | Identité         | Étiquette | Qualité  |
| ---------------------------------------- | --------- | ---------------- | --------- | -------- |
| Les données manquantes sont à compléter. |           |                  |           |          |
| mars 2001                                | mars 2014 | Francis Jard     | UDF       | Retraité |
| mars 2014                                | En cours  | Christian Gourin |           |          |

### Tendances et résultats politiques
Élections présidentielles, résultats des deuxièmes tours :
- Élection présidentielle de 2002 : 82,26 % pour Jacques Chirac (RPR), 17,74 % pour Jean-Marie Le Pen (FN), 89,67 % de participation[38].
- Élection présidentielle de 2007 : 53,05 % pour Nicolas Sarkozy (UMP), 46,95 % pour Ségolène Royal (PS), 87,50 % de participation[39].
- Élection présidentielle de 2012 : 54,26 % pour François Hollande (PS), 45,74 % pour Nicolas Sarkozy (UMP), 90,95 % de participation[40].

Élections législatives, résultats des deuxièmes tours :
- Élections législatives de 2002 : 52,78 % pour Geneviève Colot (UMP), 47,22 % pour Yves Tavernier (PS), 68,54 % de participation[41].
- Élections législatives de 2007 : 50,00 % pour Geneviève Colot (UMP), 50,00 % pour Brigitte Zins (PS), 65,00 % de participation[42].
- Élections législatives de 2012 : 66,67 % pour Michel Pouzol (PS), 33,33 % pour Geneviève Colot (UMP), 62,90 % de participation[43].

Élections européennes, résultats des deux meilleurs scores :
- Élections européennes de 2004 : 29,55 % pour Harlem Désir (PS), 12,50 % pour Patrick Gaubert (UMP) et Marine Le Pen (FN), 46,97 % de participation[44].
- Élections européennes de 2009 : 20,59 % pour Daniel Cohn-Bendit (Europe Écologie), 17,65 % pour Harlem Désir (PS), 53,37 % de participation[45].

Élections régionales, résultats des deux meilleurs scores :
- Élections régionales de 2004 : 56,76 % pour Jean-Paul Huchon (PS), 27,03 % pour Jean-François Copé (UMP), 77,44 % de participation[46].
- Élections régionales de 2010 : 59,81 % pour Jean-Paul Huchon (PS), 40,19 % pour Valérie Pécresse (UMP), 59,60 % de participation[47].

Élections cantonales, résultats des deuxièmes tours :
- Élections cantonales de 2004 : 69,72 % pour Claire-Lise Campion (PS), 30,28 % pour Denis Meunier (DVD), 76,92 % de participation[48].
- Élections cantonales de 2011 : 77,01 % pour Claire-Lise Campion (PS), 22,99 % pour Christine Dubois (UMP), 47,00 % de participation[49].

Élections municipales, résultats des deuxièmes tours :
- Élections municipales de 2001 : données manquantes.
- Élections municipales de 2008 : 126 voix pour Valérie Delacroix (?), 125 voix pour Annick Gourin (?), 71,36 % de participation[50].

Référendums :
- Référendum de 2000 relatif au quinquennat présidentiel : 67,86 % pour le Oui, 32,14 % pour le Non, 37,69 % de participation[51].
- Référendum de 2005 relatif au traité établissant une Constitution pour l'Europe : 55,84 % pour le Non, 44,16 % pour le Oui, 79,59 % de participation[52].

## Économie

### Emplois, revenus et niveau de vie
En 2006, le revenu fiscal médian par ménage était de 23 328 €, ce qui plaçait la commune au 837e rang parmi les 30 687 communes de plus de cinquante ménages que compte le pays et au soixante-douzième rang départemental.
| Répartition des emplois par catégories socioprofessionnelles en 2006. |              |                                           |                                                   |                            |                          |                           |
|                                                                       | Agriculteurs | Artisans, commerçants, chefs d’entreprise | Cadres et professions intellectuelles supérieures | Professions intermédiaires | Employés                 | Ouvriers                  |
| Souzy-la-Briche                                                       | -            | -                                         | -                                                 | -                          | -                        | -                         |
| Zone d'emploi de Dourdan                                              | 0,7 %        | 6,0 %                                     | 18,9 %                                            | 28,5 %                     | 26,3 %                   | 19,6 %                    |
| Moyenne nationale                                                     | 2,2 %        | 6,0 %                                     | 15,4 %                                            | 24,6 %                     | 28,7 %                   | 23,2 %                    |
| Répartition des emplois par secteurs d’activités en 2006.             |              |                                           |                                                   |                            |                          |                           |
|                                                                       | Agriculture  | Industrie                                 | Construction                                      | Commerce                   | Services aux entreprises | Services aux particuliers |
| Souzy-la-Briche                                                       | -            | -                                         | -                                                 | -                          | -                        | -                         |
| Zone d'emploi de Dourdan                                              | 1,7 %        | 10,4 %                                    | 7,5 %                                             | 11,8 %                     | 21,6 %                   | 6,9 %                     |
| Moyenne nationale                                                     | 3,5 %        | 15,2 %                                    | 6,4 %                                             | 13,3 %                     | 13,3 %                   | 7,6 %                     |
| Sources : Insee,                                                      |              |                                           |                                                   |                            |                          |                           |

## Culture locale et patrimoine

### Patrimoine architectural

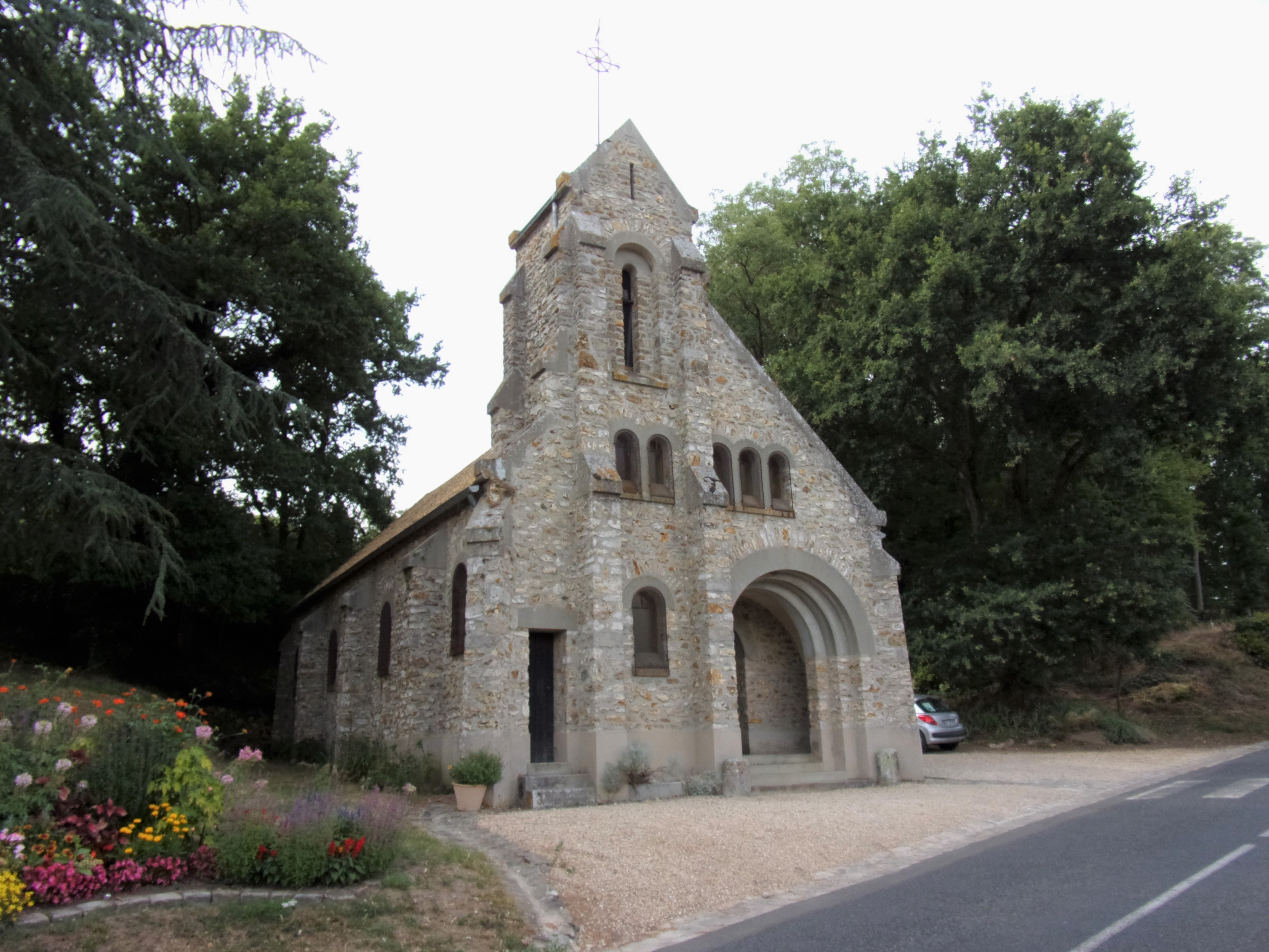
L'église Saint-Gilles-et-Saint-Martin.

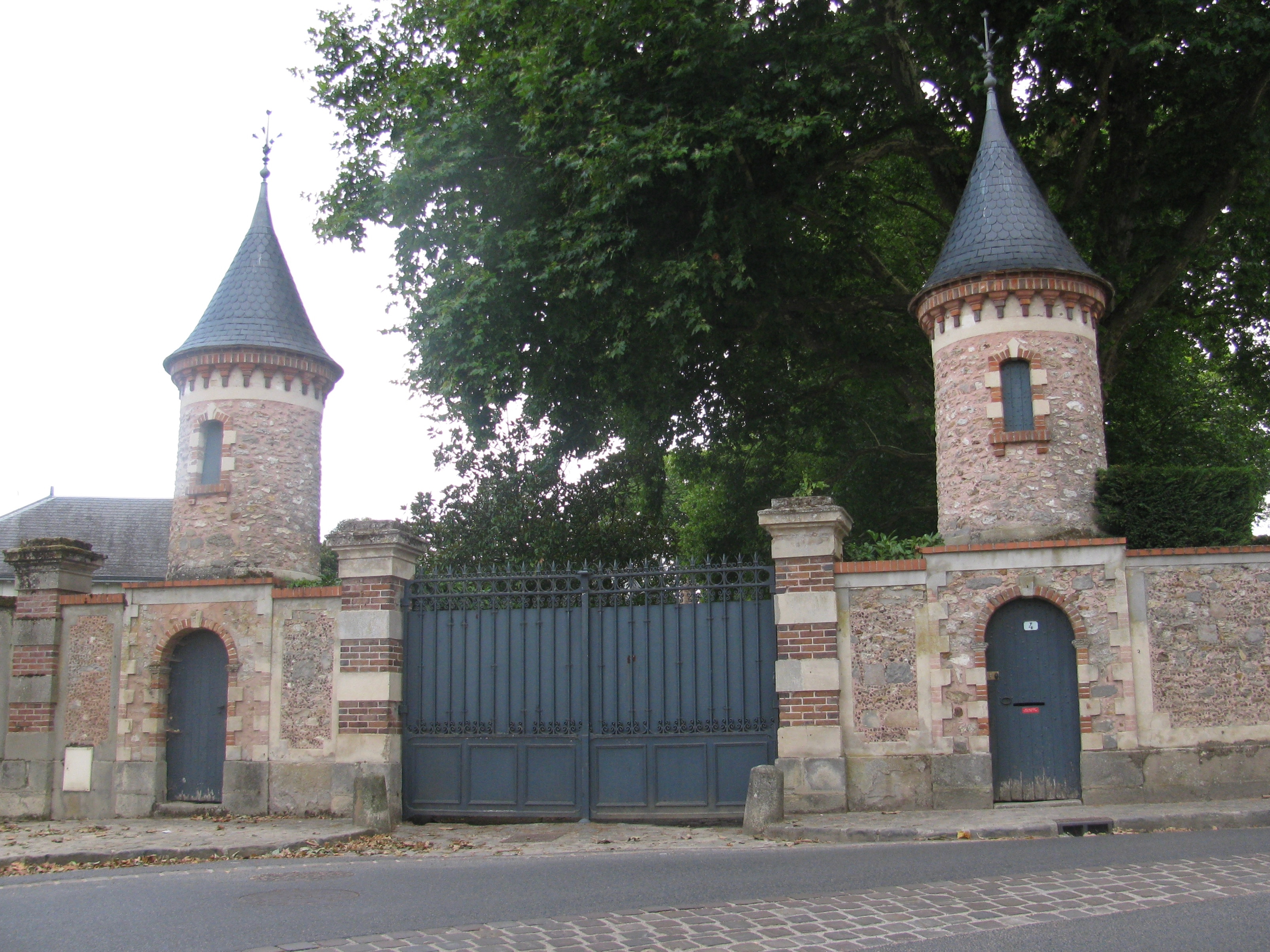
L'entrée du château.

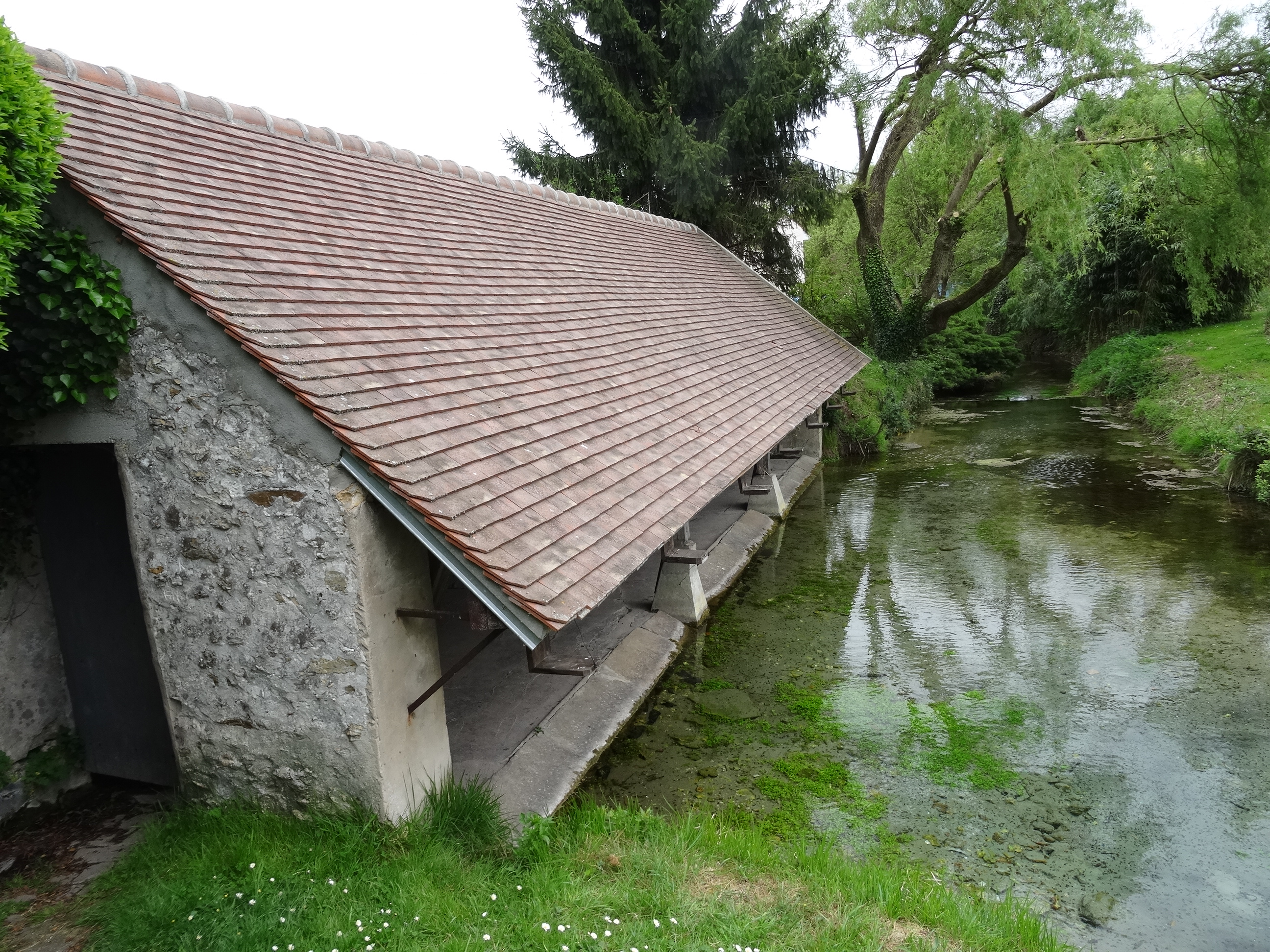
Lavoir situé sur des sources alimentant la Renarde.

- Deux polissoirs classés au titre des monuments historiques :
  - le polissoir du Bois de la Briche, en fait une pierre à glissade[57],
  - l'un des trois polissoirs du Bois de la Guigneraie[58].
- Ancienne église de Souzy, en ruine au début du XXe siècle, inscrite au titre des monuments historiques en 1931[59],[60].
- Église Saint-Gilles-et-Saint-Martin, construite en 1911 par l'architecte Julien Barbier pour remplacer les deux églises des anciennes paroisses de Souzy et de la Briche.
- Mosaïque gallo-romaine, du IIIe  ou  IVe siècle, conservée au Musée d'Étampes.
- Moulin à eau, du XVIIIe siècle.
- Lavoir sur la Renarde, du XIXe siècle[61].
- Domaine de Souzy-la-Briche, l'une des résidences de la République française. Construite sous la Restauration, cette demeure est léguée en héritage en 1972, par le banquier Jean Simon, « au personnage le plus important de France ». C'est la résidence privée des chefs de l'État. En 2007, le président Nicolas Sarkozy l'attribue au  premier ministre en échange du Domaine de la Lanterne à Versailles.

### Patrimoine environnemental
Souzy-la-Briche a été récompensée par deux fleurs au concours des villes et villages fleuris.
Les berges de la Renarde et les bois qui entourent le village ont été recensés au titre des espaces naturels sensibles par le conseil général de l'Essonne.

### Personnalités liées à la commune
- Marc-Antoine de Saint-Pol Hécourt (1665-1704) corsaire compagnon d'armes de Jean Bart, sans doute né dans la commune.
- Charles Jenty, homme politique né le 26 février 1825 à Souzy-la-Briche (Essonne) et décédé le 26 avril 1882 à Paris.
- François Mitterrand a utilisé le château de Souzy, entre 1981 et 1995, comme résidence de la Présidence de la République[64].
- Mazarine Pingeot, sa fille, écrivain, a passé une partie de son enfance au domaine de Souzy-la-Briche[65].

### Héraldique
| Blason de Souzy-la-Briche | Blason  | Coupé ondé : au 1er parti, au I de sinople à la tête coupée de cheval d'or, bridée de gueules et au II d'argent à la biche couchée regardant de gueules, au 2d d'azur à la gerbe de blé d'or liée de gueules et accostée de deux pics de carrier d'argent emmanchés d'or, celui de dextre posé en bande et celui de senestre posé en barre.                                             |
| Blason de Souzy-la-Briche | Détails | La tête de cheval est l'attribut de saint Martin, et la biche est celui de saint Gilles, ces derniers étant double vocable de l'église locale. Le coupé ondé représente la Renarde qui arrose la commune. Les pics de carrier rappellent les anciennes carrières de grès du village et la gerbe de blé est pour l'agriculture. Création de Jean-François Binon adoptée le 10 mars 2020. |